# Xynobius partimstriatus
Xynobius partimstriatus är en stekelart som först beskrevs av Fischer 2000.  Xynobius partimstriatus ingår i släktet Xynobius och familjen bracksteklar. Inga underarter finns listade i Catalogue of Life.